# Károly Bartha
Károly Bartha vitéz Dálnokfalvi, madžarski general, * 18. junij 1884, Budimpešta, † 22. november 1964, Linz, Avstrija.